# Lydhimmel
Lydhimmel er en slags baldakin over prædikestolen. Typisk er den udført i træ og i stil med selve stolen. Til tider kan den være en sammenbygget del af stolens konstruktion, men oftest ser man den som et selvstændigt element ophængt i kirkens vægge og loft. 
| - Lydhimmel - Selvstændig lydhimmel over prædikestolen i Drigstrup Kirke. |